# Zigarettenfabrik Enver Bey
Die Zigarettenfabrik Enver Bey war eine deutsche Zigarettenfabrik aus Berlin-Friedrichshain (Koppenstraße 27). Sie wurde im Jahr 1909 gegründet und 1936 liquidiert.

## Geschichte
Der von Europa aus als „Orient“ bezeichnete Kulturraum des Osmanischen Reiches war vor dem Zweiten Weltkrieg für deutsche Zigarettenraucher ein wichtiger Bezugspunkt. Entsprechend wurden nicht nur Einfuhren, sondern auch die Werbung darauf ausgerichtet. Erst nach dem Krieg wandte man sich im Zuge der Westorientierung amerikanischen Tabaksorten zu.
Die Zigarettenfabrik wurde 1909 von Mendel Gottreich in Berlin gegründet und unterhielt 1926 eine Generalvertretung in Hamburg. In dieser Zeit arbeiteten rd. 270 Beschäftigte für Gottreich. 
Der Fabrikbesitzer fand den Namen für seine Firma in seiner Verehrung für den aufstrebenden türkischen Politiker Enver Pascha, dessen militärischer Ehrentitel zuvor noch auf Bey lautete. Er sah in ihm den „junge(n) Reorganisator der in veralteten Traditionen stecken gebliebenen Türkei“. Enver Bey soll Gottreich auf dessen Bitte nach Namensverwendung ein Dankesschreiben mit Foto und Widmung zugesandt haben.
Der in Deutschland durchaus bekannte Jungtürke erfuhr durch die beliebte Zigarettenmarke zusätzliche Bekanntheit.  

## Marken
Aus dem Haus Enver Bey stammen die Zigarettenmarken
- Die Dicke Enver (1930er)
- Ballnacht
- Cabinet
- Edelhof
- Fabelhaft
- Orient
- Sonett
- Tula
- TulaSilber